# Mylna Kotlinka
Das eiszeitlich durch Gletscher geformte Hängetal Mylna Kotlinka ist ein Karkessel, der südwestlich des Tals Dolina Zielona Gąsienicowa, das wiederum ein Seitental des Tals Dolina Suchej Wody Gąsienicowej ist, in der polnischen Hohen Tatra in der Woiwodschaft Kleinpolen liegt. Er liegt unterhalb der Gipfel der Świnica, des Zadni Kościelec und des Kościelec sowie des Bergpasses Mylna Przełęcz.

## Geographie
Der Talkessel hat einen Durchmesser von mehreren hundert Metern und ist von über 2300 Meter hohen Bergen umgeben, insbesondere vom Massiv des Świnica. Im Tal befindet sich kein oberirdisches Gewässer. Eine Schneeschicht, deren Schmelzwasser in den Zadni Staw Gąsienicowy fließt, liegt hier regelmäßig bis August. Das Tal liegt oberhalb des Hängetals Zadnie Koło.

## Etymologie
Der Name leitet sich vom Bergpass Mylna Przełęcz ab. Er lässt sich als Täuschendes Tal übersetzen.

## Flora und Fauna
Das Tal liegt oberhalb der Baumgrenze. Das Tal ist Rückzugsgebiet für Gämsen, Murmeltiere und Steinadler.

## Klima
Im Tal herrscht Hochgebirgsklima.

## Tourismus
Im Tal befinden sich keine Wanderwege, es kann nicht von Wanderern betreten werden. Es stellt ein striktes Naturreservat dar.